# Vasile Pogor
Vasile Pogor (Iași, 20 agosto 1833 – Iași, 20 marzo 1906) è stato un poeta e politico rumeno.

## Biografia
Fece studi universitari giuridici in Francia. Ritornato in Romania nel 1857, entrò in magistratura. Conservatore, fece parte del raggruppamento politico che si oppose alla politica liberale e modernizzatrice di Alexandru Ioan Cuza. Dopo il cambiamento di regime politico (1866) Basil Pogor fu nominato prefetto del Distretto di Iași e membro della Costituente.
Si dedicò alla poesia e fu tra i membri fondatori della società letteraria Junimea. In politica fu ministro degli Affari religiosi e ministro dell'istruzione. In seguito fu a lungo sindaco di Iaşi.